# دانيال ربيلارد
دانيال ربيلارد (بالفرنسية: Daniel Rebillard)‏ هو دراج فرنسي سابق. سبق أن شارك في دورة الألعاب الأولمبية الصيفية وفاز بميدالية أولمبية.

## الميداليات
| الميدالية | المسابقة                       |
| --------- | ------------------------------ |
| ذهبية     | الألعاب الأولمبية الصيفية 1968 |

## روابط خارجية
- دانيال ربيلارد على موقع أرشيف الدراجات (الإنجليزية)
- دانيال ربيلارد على موقع إحصائيات الدراجات الإحترافية (الإنجليزية)
- دانيال ربيلارد على موقع أوليمبيديا (الإنجليزية)